# نوبوميتس ياماني
نوبوميتس ياماني (باليابانية: 山根 伸泉) (28 يونيو 1979 في تشيبا في اليابان – )؛ هو لاعب كرة قدم سابق كان يلعب كلاعب وسط.